# Королівський півмісяць
Королівський півмісяць (англ. Royal Crescent) — житлова вулиця, на якій розташовані 30 будинків у формі півмісяця, в місті Бат (Англія). Спроєктована архітектором Джоном Вудом-молодшим і побудована в період з 1767 по 1774 роки. Як класичний зразок георгіанської архітектури у Великій Британії внесена до переліку будівель категорії I («такі, що знаходяться під охороною та становлять винятковий інтерес, іноді мають міжнародне значення»).
У цих будинках впродовж кількасот років проживали різні знамениті особи. Хоча інтер'єри перебудовувалися, фасади залишаються й досі майже в первісному вигляді.
На даний час в Королівському півмісяці діють готель і музей, а деякі з будинків містять офісні та багатоквартирні житлові приміщення.

## Проєктування та будівництво

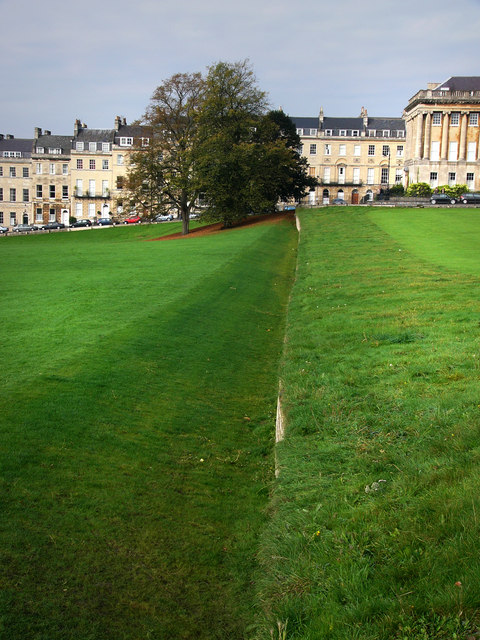
Аха перед Королівським півмісяцем

Спочатку комплекс називався просто «півмісяць», а прикметник «королівський» додався наприкінці XVIII століття, коли герцог Йоркський Фредерік проживав у будинках № 1 і 16.
Джон Вуд-молодший спроєктував вигнуті фасади тридцяти триповерхових будівель з іонічними колонами на цокольному поверсі висотою 5,2 метра. Діаметр колон дорівнює 76 см, висота колон, відповідно, 1:10 й дорівнює 7,6 метра, загальна висота будівлі 14,3 м, кількість колон — 114. Антаблемент заввишки 1,5 м. Центральна будівля має чотири парні колони.
Кожен власник у різні часи купував певну частину фасаду і наймав власного архітектора для будівництва приміщення за фасадом. Тому, попри те, що фасад однорідний, внутрішній вигляд абсолютно різнорідний. Проте, така архітектура є типовою для Бата.
Перед Королівським півмісяцем знаходиться аха, внутрішня сторона якого вертикальна і викладена камінням, а зовнішня має трав'яне покриття. Рів свого часу зробили для того, щоб огорожа не порушувала вид на парк королеви Вікторії. Невідомо, чи був він побудований одночасно з Королівським півмісяцем, але відомо, що спочатку рів був глибшим, ніж зараз.
Огорожа між півмісяцем і галявиною включена в реєстр будівель, що знаходяться під загрозою.

## Сьогодення

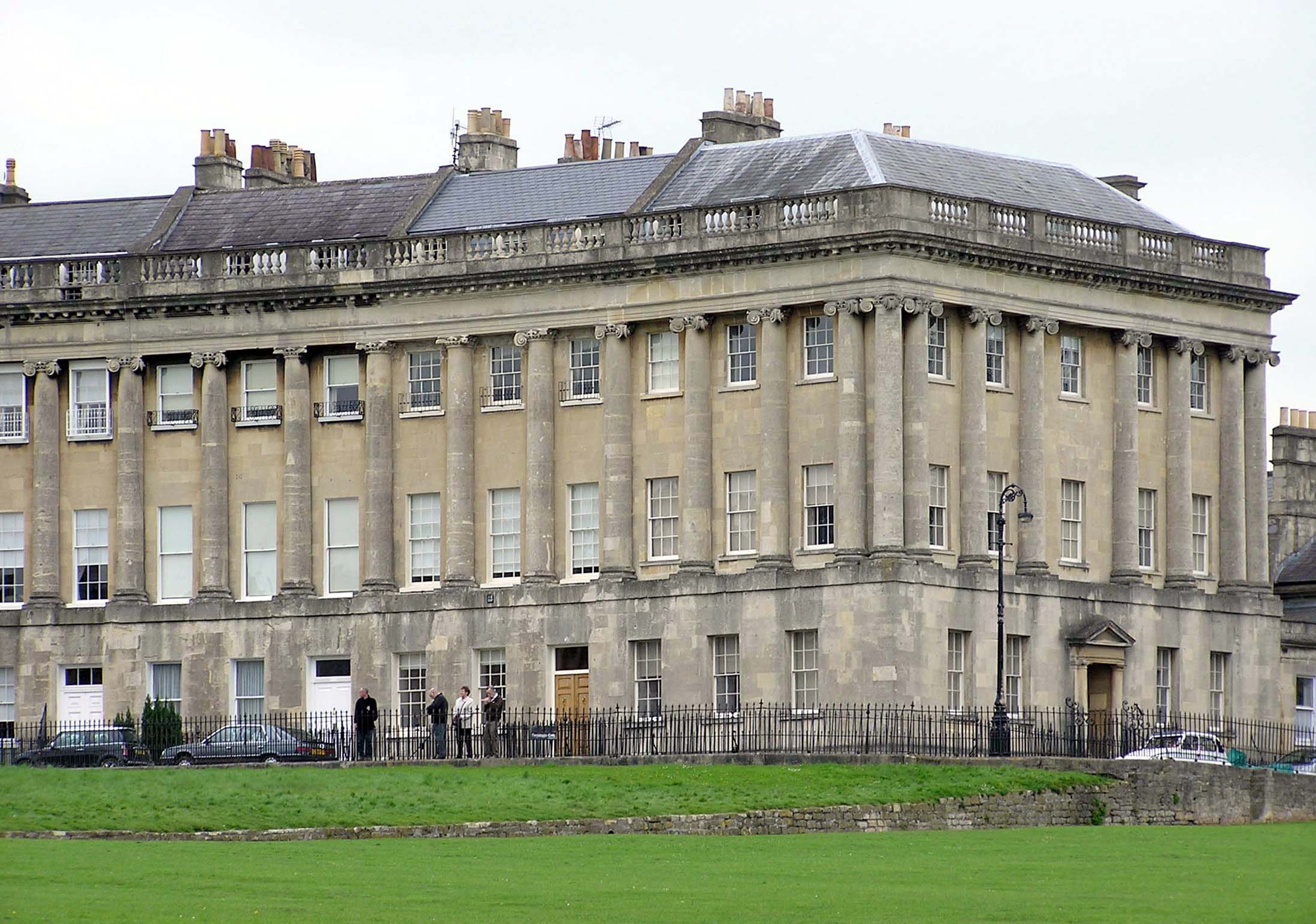
Права частина зблизька

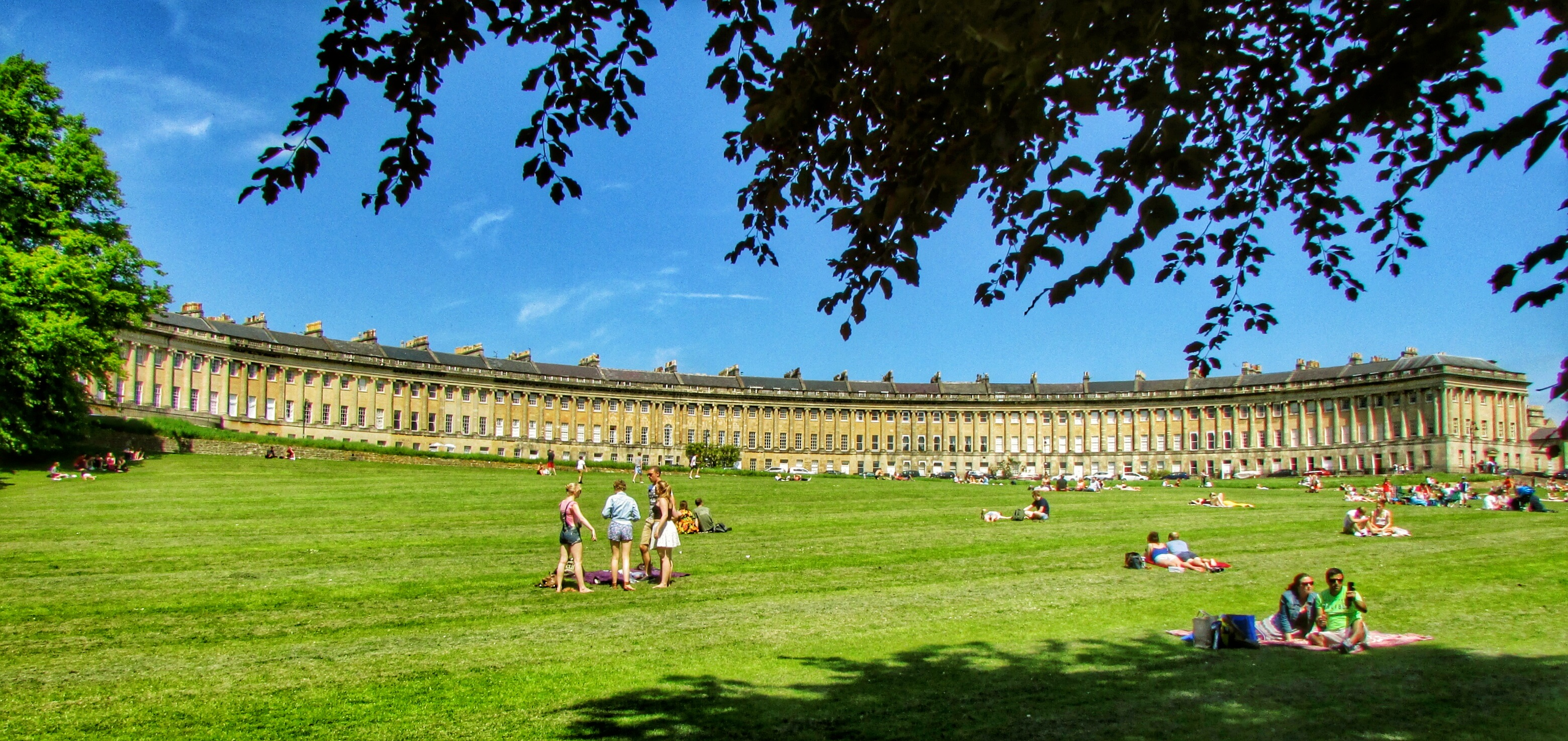
Королівський півмісяць з боку саду

Будинки в Королівському півмісяці мають різних власників — більшість знаходяться в приватній власності, але дуже багато з них входять до складу житлової асоціації.
Будинок № 1 є музеєм (під керівництвом Тресту збереження Бата), який демонструє, як багатий домовласник того часу міг би прикрасити такий будинок. Будинок № 1 був куплений в 1967 році мером Бернаром Кейзером (Major Bernard Cayzer) і переданий тресту разом із коштами на його відновлення і прикрашання.
Будинок № 16 у 1950 році перепрофілювали у готель. У 1971 році він був з'єднаний з будинком № 15 та став готелем Королівський півмісяць. У 1978 році дане приміщення було продане голові Лондонського клубу Слоун Джону Тему (John Tham) і відновлене.
У парку королеви Вікторії, який розташований поруч з півмісяцем, влітку запускають повітряні кулі — зазвичай рано вранці і пізно ввечері.

4 травня видання New York Post опублікувала репортаж про псування території Royal Crescent («Королівського півмісяця») у Баті (Англія), де було заплановано проведення вечірки з нагоди коронації короля Карла III. На газоні було викошено статевий член.